# أستاذ سريري
الأستاذ السريري ، ويُعرف أحيانًا باسم أستاذ الممارسة (بالإنجليزية: Clinical Professor)‏، هو تعيين أكاديمي يُمنح لعضو في مهنة ما يرتبط بجامعةأو هيئة أكاديمية أخرى، ويشارك في توجيه الطلاب في التدريس العملي (السريري)، على سبيل المثال، طلاب الطب أو طلاب الهندسة. قد تشمل الألقاب في هذا الفئة مصطلحات مثل مدرس سريري، وأستاذ سريري مساعد، وأستاذ سريري مشارك، وأستاذ سريري.
لا يُمنح الأستاذ السريري عادةً مسارًا ثابتًا، ولكنه يمكن أن يكون بدوام كامل أو جزئي، ويتميز عادة بالتركيز على تدريب المهارات العملية بدلاً من المسائل النظرية. وبالتالي، يُتوقع من أعضاء هذا الهيكل الأكاديمي أن يكون لديهم خبرة عملية كبيرة في مجالات اختصاصهم. وعلى عكس معظم أعضاء هيئة التدريس الآخرين، يُعتبر ذلك على الأقل مثلًا لأهمية التأهيل التعليمي.
لأغراض الإدارة، تصنف بعض الجامعات مثل هذا التعيين على أنه ما يعادل "أستاذ مساعد". قد يتقاضى الأساتذة السريريون راتبًا أو يمكنهم التدريس كمتطوعين.

## في أمريكا الشمالية
في مجال الطب، فإن استخدام المصطلحات (بترتيب تصاعدي للرتبة) مدرس إكلينيكي، وأستاذ مساعد إكلينيكي، وأستاذ مشارك إكلينيكي، وأستاذ إكلينيكي (على عكس نفس الألقاب بدون المعدل الإكلينيكي) غير موحد تماماً. في بعض المؤسسات، قد يتلقى هيكل الهيئة السريرية تصنيفًا للرتبة بتعديل "سريري" كمجاملة، غالبًا على أساس مشاركتهم في تعليم الطلاب الطبيين (أو غيرهم). في سياق من هذا النوع، قد يكون التصعيد في الرتب يعكس الأقدمية و/أو السمعة.
أعضاء هيكل الهيئة الطبية العاملين بدوام كامل في مركز طبي أكاديمي مع المشاركة في الأبحاث العلمية عادةً ما يُخصص لهم تصنيف بدون التعديل السريري، مثل: "مدرس، وأستاذ مساعد، وأستاذ مشارك، وأستاذ"، مع أو بدون ترسيم اعتماداً على الجامعة. ويمكن أن يكون منصب أستاذ السريري المساعد تقريبًا شرفيًا تمامًا.
في كندا، يُطلق على الأطباء الذين يقومون بالتدريس اسم "المحذقون". 

## أستراليا
تقوم جامعة سيدني في أستراليا بتعيين "أساتذة ممارسين". 

## أمثلة على وظائف الأستاذ السريري
- أستاذ الطب السريري
- أستاذ التمريض السريري
- أستاذ علم النفس السريري
- أستاذ القانون السريري
- أستاذ سريري في إدارة الأعمال
- أستاذ الاقتصاد السريري
- أستاذ الصيدلة السريرية
- أستاذ الممارسة المهنية (المجالات المهنية المختلفة)